# 阿利马嗪
阿利马嗪（英語：或）是一种含氮有机硫化合物，化学式C
18H
22N
2S，属于一种吩噻嗪衍生物，可用作止痒剂、鎮靜劑和止吐劑。